# Xã Clay, Quận Saline, Missouri
Xã Clay (tiếng Anh: Clay Township) là một xã thuộc quận Saline, tiểu bang Missouri, Hoa Kỳ. Năm 2010, dân số của xã này là 419 người.